# Extreme V Machine
Extreme V Machine (estilizado como EXTREME V MACHINE) é o sétimo álbum de estúdio da carreira solo de Masaaki Endoh. Foi lançado em 7 de agosto de 2013 pela Lantis e possui 12 faixas.

## Produção
Endoh assumiu a produção do próprio álbum pela primeira vez.
Foi lançado em duas edições com duas capas diferentes. Uma continha um DVD extra com o videoclipe da música "SPEC" e um especial chamado GO TO Ishinomaki ~460km bicycle trip~, um pequeno registro de uma viagem de bicicleta que o cantor fez.

## Recepção
O CD Journal disse que o álbum é obrigatório para fãs do cantor, elogiando a forma com a qual ele "ruge" (uma referência a seu apelido de "O Jovem Leão da Anisons") e destacando a regravação da música "LIVE in Baghdad", previamente gravada para o anime Cowboy Bebop.
O álbum chegou à 42ª posição da Billboard Japan, e ficou duas semanas no Oricon Albums Chart, chegando à 40ª posição.

## Faixas
| N.º            | Título                                   | Letras         | Música         | Arranjo           | Duração |  |
| 1.             | "SPEC"                                   | Masaaki Endoh  | M. Endoh       | TAKEO             | 4:05    |  |
| 2.             | "Fate of ZX" (de Z/X Zekkai no Seisen)   | M. Endoh       | Shinya Saito   | S. Saito          | 4:12    |  |
| 3.             | "NO MORE GOODBYES"                       | M. Endoh       | M. Endoh       | Masaki Suzuki     | 4:29    |  |
| 4.             | "Tabiuta ~My Sweet Home Town~"           | M. Endoh       | M. Endoh       | Hirofumi Miyake   | 5:03    |  |
| 5.             | "Homeless Love" (de Yu-Gi-Oh! 5D's)      | M. Endoh       | M. Endoh       | Kyoichi Miyazaki  | 5:14    |  |
| 6.             | "Clear Mind"                             | M. Endoh       | M. Endoh       | Keiichi Nabeshima | 4:26    |  |
| 7.             | "MY TRUE COLORS"                         | M. Endoh       | M. Endoh       | H. Miyake         | 4:38    |  |
| 8.             | "Sunshine For You"                       | M. Endoh       | M. Endoh       | M. Suzuki         | 5:10    |  |
| 9.             | "Yuunagi -Pray for you-"                 | M. Endoh       | M. Endoh       | Hijiri Anze       | 5:09    |  |
| 10.            | "CIRCUMFLEX"                             | M. Endoh       | M. Endoh       | K. Nabeshima      | 4:09    |  |
| 11.            | "YAKUSOKU NO MELODY" (de Yu-Gi-Oh! 5D's) | M. Endoh       | M. Endoh       | H. Miyake         | 6:46    |  |
| 12.            | "LIVE in Baghdad" (de Cowboy Bebop)      | Gabriela Robin | Yoko Kanno     | NABE & HIROPON    | 3:24    |  |
| Duração total: | Duração total:                           | Duração total: | Duração total: | Duração total:    | 56:45   |  |